# Frederic Xifré
Frederic Xifré i Masferrer (San Andrés de Palomar, 1884-Barcelona, 15 de febrero de 1940) fue un político de Cataluña (España), alcalde de Badalona, fusilado por el franquismo.

## Semblanza
Era propietario de una pequeña fábrica textil de Badalona. Miembro del Centro Republicano Catalán, fue elegido concejal del ayuntamiento de Badalona en 1918 en representación del partido de Unión Federal Nacionalista Republicana, coaligado electoralmente con el Partido Republicano Radical. Los sucesos del 26 de agosto de 1918 en la plaza de la Vila de Badalona, con la muerte a tiros de cuatro huelguistas por parte de la Guardia Civil, hicieron que Xifré y el resto de los concejales de su formación dejaran el consistorio pidiendo responsabilidades.

## Política
Al fundarse Esquerra Republicana de Catalunya (1931), pasó a militar en ella, y en 1934 fue elegido concejal. La proclamación del Estado Catalán como respuesta a la involución democrática del gobierno de la CEDA y la represión gubernamental paralela a la revolución de 1934, le privaron de poder ejercer de concejal hasta que fue repuesto en 1936 tras el triunfo del Frente Popular en las elecciones generales. La dimisión por enfermedad del alcalde Joan Deulofeu permitió que Xifré fuera elegido alcalde de Badalona el 16 de marzo de 1936. Fue alcalde hasta enero de 1937 cuando, acosado por elementos radicales de la retaguardia una vez iniciada la Guerra Civil, se exilió en Marsella. En diciembre del mismo año volvió a Cataluña y se instaló en la masía de Can Sans de Alella, llevando una vida alejada de la política y dedicada a la tarea de director de la que había sido su empresa, en aquellos momentos colectivizada.

## Detención y muerte
Con el establecimiento de la dictadura franquista al final de la guerra, no consideró que tuviera que exiliarse, pero fue detenido por miembros de Falange en marzo de 1939. Detenido primero en El Loredan, antiguo centro tradicionalista utilizado como centro de reclusión, luego fue encarcelado en la cárcel Modelo de Barcelona. A pesar de contar con 17 avalistas, personas a las que había salvado su vida o sus bienes frente a los incontrolados durante los primeros tiempos de la Guerra Civil, destacándose entre los avalistas los curas de las iglesias de Santa María y de San José de Badalona, el superior de la cartuja de Montealegre y de 66 trabajadores de su fábrica, fue ejecutado el 15 de febrero de 1940 en el Campo de la Bota.

### Literatura Dramática
- Montalbán Kroebel, Pedro (2011). Larga noche de silencio. Málaga: Diputación de Málaga. ISBN 978-84-7785-897-3.

- Datos: Q929954